# Аугустыняк, Рафал
Рафал Аугустыняк (пол. Rafał Augustyniak; род. 14 октября 1993, Здунска-Воля, Польша) — польский футболист, полузащитник клуба «Легия».

## Карьера
Начинал заниматься футболом в командах МКС МОС и «Погонь» из города Здуньска-Воля. В 2011 году попал в систему подготовки «Видзева». Начал выступления на профессиональном уровне в клубе Второй лиги «Погонь» (Седльце), за который выступал в сезоне 2012/2013 на правах аренды.
26 июля 2013 года дебютировал за «Видзев» в чемпионате Польши, отыграв на позиции центрального защитника 90 минут против «Завиши». 29 марта 2014 года отдал голевую передачу на Петра Мрозиньского в матче с «Краковией». По итогам сезона на счету было 19 сыгранных матчей, а его команда, заняв последнее место, покинула высший дивизион.
В дебютной для себя игре Первой лиги 2 августа 2014 года Аугустыняк дальним ударом забил гол в ворота «Катовице». В сезоне 2014/2015 футболист стал играть на позиции опорного полузащитника. В январе 2015 года игрок покинул лодзинскую команду и перешёл в «Ягеллонию».
За 3,5 года сыграл 5 матчей в чемпионате, выступая в основном на правах аренды за клубы низших лиг. По окончании аренды в «Медзи» летом 2018 года клуб выкупил трансфер футболиста у «Ягеллонии».
Именно в ворота «Ягеллонии» Аугустыняк забил первый в карьере гол в высшем дивизионе, оказавшийся победным для его новой команды. В концовке встречи полузащитник поразил ворота с передачи Артура Пикка. Всего за сезон Рафал сыграл за команду из Легницы 22 матча в чемпионате; в 4 играх он выходил на поле в качестве капитана команды. 21 июня 2019 года о заключении контракта с игроком объявил клуб Российской Премьер-лиги «Урал»

## Достижения
«Медзь»
- Победитель первой лиги Польши: 2017/2018